# Nationalpark Noel Kempff Mercado
Der Nationalpark Noel Kempff Mercado ist ein Schutzgebiet im Amazonasbecken in Bolivien und ist seit 2000 Weltnaturerbe der UNESCO. Der Nationalpark liegt im Nordosten des Landes im Departamento Santa Cruz an der Grenze zu Brasilien und wurde am 28. Juni 1979 gegründet. 

## Geographie
Der Nationalpark hat eine Fläche von 15,234 km² und besteht aus einem Teil des Huanchaca-Plateaus (750 m) und des umgebenden Tieflands (200 m). Der Park ist größtenteils sehr wasserreich und von vielen Flüssen mit Wasserfällen, Lagunen und Überschwemmungsgebieten durchzogen. Die größten Lagunen sind Bella Vista mit 19.600 ha und Chaplín mit 12.500 ha. Der Fluss Río Iténez bildet die Grenze zu Brasilien. Er stellt über mehrere Nebenflüsse eine Verbindung zum Amazonas her. 

## Flora und Fauna
Die vielfältige Vegetation reicht von tropischem Regenwald über Trockenwald bis zu Savannen. Durch die hohe Vielfalt an Lebensräumen auf einem kleinen Gebiet ist der Park ungewöhnlich artenreich, neben den 4000 Pflanzen- und zahlreichen Insektenarten sind 139 Säugetier-, 621 Vogel-, 75 Reptilien-, 62 Amphibien- und 250 Fischarten bekannt. 
Zu den im Park verbreiteten Pflanzen gehören Amerikanisches Mahagoni, Spanische Zeder, Amburana cearensis, Kautschukbaum, Kohlpalme, Maripapalme (Attalea maripa), Socratea exorrhiza, Buriti-Palme sowie verschiedene Orchideenarten. 
Unter den Säugetieren im Park (darunter 33 bedrohte Tierarten) sind anzufinden u. a. Jaguar, Puma, Flachlandtapir, Pekari, Silberäffchen,  Riesengürteltier, Graumazama, Capybara, Waldhund, Mähnenwolf, Pampashirsch, Riesenotter und Bolivianischer Amazonasdelfin. 
Unter den Reptilien kommen Schwarzer Kaiman, Anakondas, Arrauschildkröte (Podocnemis expansa), Klapperschlangen und Leguane vor.
Zu den häufigsten Vogelarten im Park gehören Hyazinthara, Rotohrara, Tukane, Falken, Spixguan, Turdus haplochrous, Halsband-Wehrvogel, Schwarzmantelpfäffchen (Sporophila nigrorufa), Harpyie und Nandu.

## Weitere Fakten
Der Park ist durch seine abgelegene Lage schwer zu erreichen und touristisch nur wenig erschlossen. Für den Besuch ist eine Genehmigung erforderlich, die in Santa Cruz  und San Ignacio erhältlich ist. Mit dem Bus kann man bis San Ignacio fahren, von dort mit einem Mietfahrzeug weiter in den Park. Der Eingang zum Nationalpark befindet sich beim Ort Piso Firme am Ufer des Río Paraguá. Von dort kann man auch mit einem gemieteten Boot durch den Park fahren. Es gibt zwei kleine Besucherzentren: Flor de Oro im Norden und Los Fierros im Süden des Parks. Zu den meistbesuchten Orten gehören zwei ununterbrochene Wasserfälle, der 88 Meter hohe Catarata Arco Iris und der 80 Meter hohe Catarata El Encanto, sowie der 45 Meter hohe Catarata Ahlfeld.
Der Park trug zunächst den Namen Huanchaca-Nationalpark und wurde 1988 zu Ehren des Biologen Professor Noel Kempff Mercado umbenannt, der sich um die Gründung des Parks verdient gemacht hatte und der 1986 bei einer Forschungsmission im Park von Drogenschmugglern ermordet worden war. 
Der Bericht der Rio-Verde-Zwischenexpedition in das außergewöhnliche Gebiet des heutigen Parks im Jahre 1910 inspirierte den Schriftsteller Sir Arthur Conan Doyle zu seinem Roman „Die vergessene Welt“.